# Gregory Vargas
Gregory Maxdier Vargas Díaz (Ocumare del Tuy, 18 febbraio 1986) è un cestista venezuelano.
È il fratello di José Vargas.

## Carriera
Con il Venezuela ha disputato i Giochi olimpici di Rio de Janeiro 2016, i Campionati mondiali del 2019 e tre edizioni dei Campionati americani (2013, 2015, 2017).

## Palmarès
- Campionato venezuelano: 2

Cocodrilos de Caracas: 2021
Gladiadores de Anzoategui: 2023